# Refuge du Glacier Circle
Le refuge du Glacier Circle (anglais : Glacier Circle Cabin) est un refuge de montagne situé dans le parc national des Glaciers. Construit en 1922 par le Canadien Pacifique, il a été reconnu comme édifice fédéral du patrimoine en 2000.

## Localisation
Le refuge du Glacier Circle est situé dans le cirque Glacier Circle, qui est délimité par les monts Macoun, Fox, Selwyn et Topham. Il est situé à une altitude de 1 800 m.

## Structure
Le refuge du Glacier Circle est un petit bâtiment construit en madrier d'épinette de 5,2 m par 4,5 m. Le toit est en bardeau de bois. Sa capacité est de huit personnes.

## Histoire
Le refuge fut construit par le chemin de fer du Canadien Pacifique en 1922. Il fut restauré par le club Alpin du Canada en 1972. Ce dernier fut reconnu comme édifice fédéral du patrimoine le 5 octobre 2000. Il subit une autre rénovation majeure en 2006, où les fondations furent refaites ainsi que certains madriers remplacés.